# 슈발레 기저
리 군론에서 슈발레 기저(Chevalley基底, 영어: Chevalley basis)는 모든 구조 상수가 정수인, 반단순 리 대수의 특별한 기저이다. 이를 통해, 정수환 또는 임의의 가환환을 계수로 하는 반단순 리 대수의 형태를 정의할 수 있다.

## 정의
표수 0의 대수적으로 닫힌 체 {\displaystyle K} 위의 반단순 리 대수 {\displaystyle {\mathfrak {g}}}의 근계
{\displaystyle \Phi \subseteq {\mathfrak {h}}=\mathbb {R} ^{\operatorname {rank} ({\mathfrak {g}})}}
를 고르자. 그렇다면, 근계의 기저의 지표를 {\displaystyle i\in \{1,\dots ,\operatorname {rank} ({\mathfrak {g}})\}}라고 하면, 카르탕-베유 기저
{\displaystyle [H_{i},E_{\alpha }]=\alpha _{i}E_{\alpha }\qquad (\alpha \in \Phi )}
{\displaystyle [H_{i},H_{j}]=0}
{\displaystyle [E_{\alpha },E_{\beta }]={\begin{cases}N_{\alpha ,\beta }E_{\alpha +\beta }&\alpha +\beta \in \Phi \\0&0\neq \alpha +\beta \not \in \Phi \\H_{i}&\alpha +\beta =0\end{cases}}}
{\displaystyle N_{\alpha ,\beta }\in \mathbb {Z} }
를 잡을 수 있다.
그러나 이 기저에서의 구조 상수 {\displaystyle \alpha _{i}\in \mathbb {R} }는 일반적으로 정수가 아니다.
이제, {\displaystyle \Phi }의 단순근
{\displaystyle \Sigma \subseteq \Phi }
{\displaystyle |\Sigma |=\operatorname {rank} ({\mathfrak {g}})}
을 고르고, 그 카르탕 행렬이
{\displaystyle A_{ij}=(\alpha _{i},\alpha _{j}^{\vee })={\frac {2(\alpha _{i},\alpha _{j})}{(\alpha _{j},\alpha _{j})}}\in \mathbb {Z} }
라고 하자. 이제, {\displaystyle V}의 다른 기저
{\displaystyle {\tilde {H}}_{\sigma }=(\sigma _{i}^{\vee },H_{i})\qquad (\sigma \in \Sigma )}
를 정의하자. 그렇다면,
{\displaystyle [{\tilde {H}}_{\sigma },{\tilde {H}}_{\sigma '}]=0}
{\displaystyle [{\tilde {H}}_{\sigma },E_{\alpha }]=A_{ij}E_{\alpha }}
{\displaystyle [E_{\alpha },E_{\beta }]={\begin{cases}N_{\alpha ,\beta }E_{\alpha +\beta }&\alpha +\beta \in \Phi \\0&0\neq \alpha +\beta \not \in \Phi \\\sum _{\sigma \in \Sigma }(\sigma ,\beta )H_{\sigma }&\alpha +\beta =0\end{cases}}}
가 되어, 모든 구조 상수가 정수가 된다. 이를 {\displaystyle {\mathfrak {g}}}의 슈발레 기저라고 한다.
이에 따라, 위 리 괄호로 정의되는 정수 리 대수 {\displaystyle \mathbb {g} (\mathbb {Z} )}를 정의할 수 있다. 보다 일반적으로, 임의의 가환환 {\displaystyle K}에 대하여, {\displaystyle K}-리 대수
{\displaystyle {\mathfrak {g}}(K)={\mathfrak {g}}(\mathbb {Z} )\otimes _{\mathbb {Z} }K}
를 정의할 수 있다. 만약 {\displaystyle K=\mathbb {R} }일 경우, 이는 반단순 리 대수의 분할 형태(영어: split form)이다.

## 예
{\displaystyle {\mathfrak {sl}}(2;\mathbb {C} )}의 경우, 슈발레 기저는
{\displaystyle H={\begin{pmatrix}1&0\\0&-1\end{pmatrix}}}
{\displaystyle E_{+}={\begin{pmatrix}0&1\\0&0\end{pmatrix}}}
{\displaystyle E_{-}={\begin{pmatrix}0&0\\1&0\end{pmatrix}}}
{\displaystyle [E_{+},E_{-}]=H}
{\displaystyle [H,E_{\pm }]=\pm 2E_{+}}
이다.
즉, 이 경우 정수 계수를 취하면
{\displaystyle {\mathfrak {sl}}(2;\mathbb {Z} )=\left\{{\begin{pmatrix}a&b\\c&-a\end{pmatrix}}\colon a,b,c\in \mathbb {Z} \right\}}
를 얻는다.

## 역사
클로드 슈발레가 유한 단순군을 연구하기 위하여 도입하였다.